# Kvarnen, Söderhamn

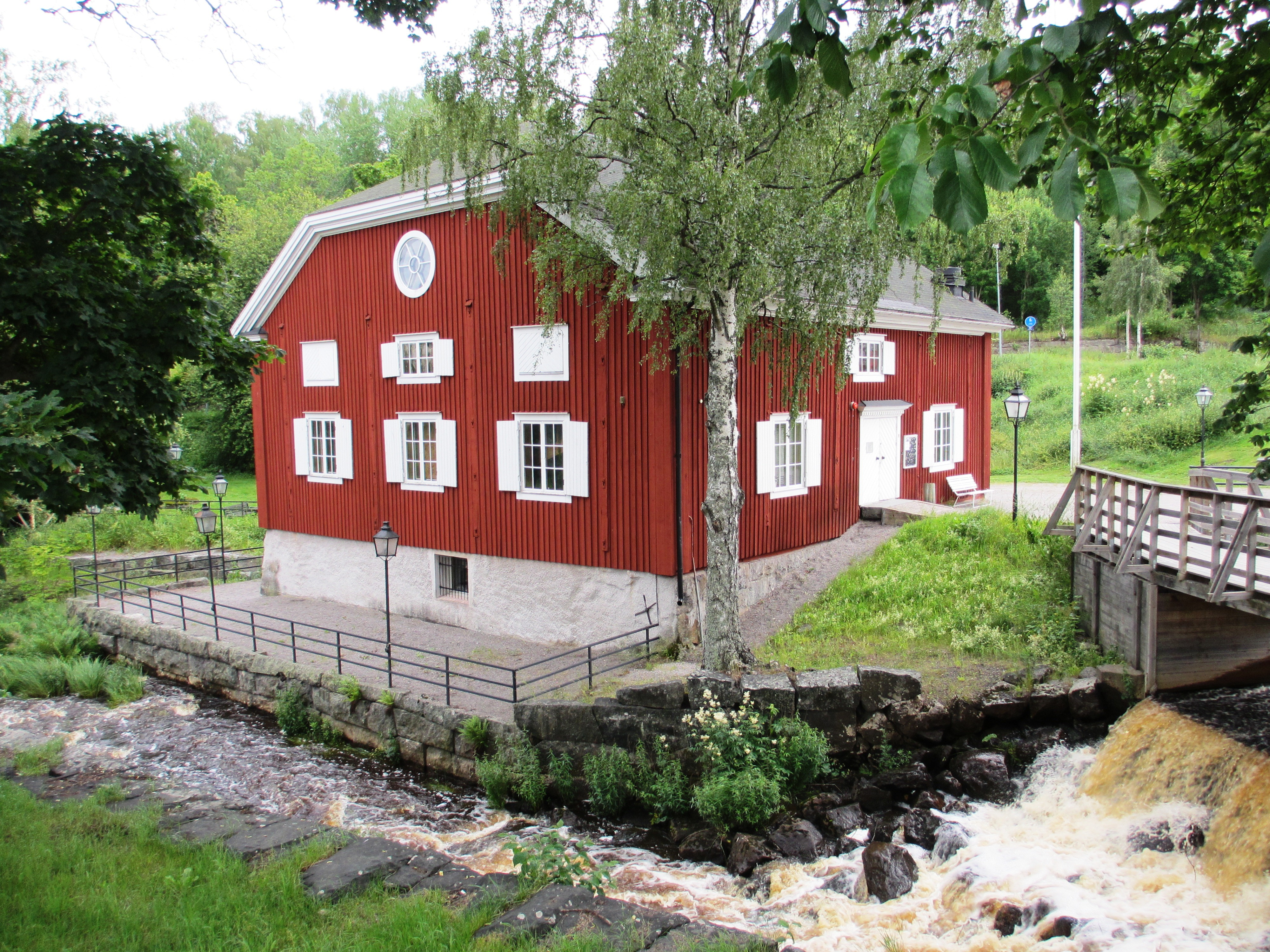
Tullmjölkvarnen.

Tullmjölkvarnen, oftast kallad Kvarnen, är en gammal nedlagd tullkvarn belägen vid Söderhamnsån i Söderhamn.
År 1748 infördes i Sverige en förordning att om att husbehovsmalningen skulle upphöra och tullkvarnar inrättas. Lars Eurén, faktor vid Söderhamns gevärsfaktori, erhöll tillstånd att anlägga en dylik i staden och 1751 stod den klar. Kvarnen ligger vid Söderhamnsån, som nedanför Västra berget bildar ett litet vattenfall. Kvarnen stod under uppsikt av tullskrivaren, som uppbar accisen, det vill säga den avgift som av mälden tillföll Kronan.
På grund av minskat vattenflöde i Söderhamnsån ersattes vattenkraften i början av 1900-talet av en gasturbin, som var placerad i en mindre byggnad i anslutning till kvarnen, och senare infördes elektrisk drift. År 1931 valde dock mjölnaren Wiström att lägga ned kvarnen. År 1938 erbjöd den dåvarande ägaren, grosshandlare August F. Ohlson, Söderhamns museiförening att överta denna, men på inrådan av hans svärson, källarmästare Carl Emil Fuhre vid Stadshotellet i Söderhamn, överläts den i stället till Söderhamns stad, då föreningen saknade resurser att åta sig underhållet av byggnaden. I gåvobrevet föreskrevs dock att staden skulle upplåta kvarnen åt museet. Vid de reparationer som följde revs det tidigare nämnda turbinhuset.
En mer omfattande upprustning av byggnaden kom dock att dröja till 1970. Ombyggnaden bekostades av Söderhamns stad, museiföreningen, som i början av 1960-talet erhållit överskottet vid pantbankens likvidation, och Arbetsmarknadsstyrelsen. Även Bergvik och Ala AB och Byggnadsfirman Anders Diös AB bidrog med icke obetydliga belopp. Byggnaden återinvigdes i september 1971, då den inretts till utställnings- och samlingslokaler samt kaffestuga.